# 52 î.Hr.

## Decese
- 8 iunie: Marcus Licinius Crassus  (n. 115 î.Hr.)